# 汾州 (隋)
汾州（ふんしゅう）は、中国にかつて存在した州。南北朝時代から唐初にかけて、現在の山西省臨汾市西部に断続的に設置された。

## 魏晋南北朝時代
東魏により設置された南汾州を前身とする。南汾州は北吐京郡・西五城郡・南吐京郡・西定陽郡・定陽郡・北郷郡・五城郡・中陽郡・竜門郡の9郡18県を管轄した。
北斉により南汾州は汾州と改称された。
北周により汾州は西汾州と改称された。

## 隋代
隋初には、西汾州は3郡5県を管轄した。598年（開皇18年）、西汾州は耿州と改称された。後に耿州は汾州と改称された。607年（大業3年）に州が廃止されて郡が置かれると、汾州は文城郡と改称され、下部に4県を管轄した。隋代の行政区分に関しては下表を参照。
| 隋代の行政区画変遷 | 隋代の行政区画変遷 | 隋代の行政区画変遷 | 隋代の行政区画変遷 | 隋代の行政区画変遷 | 隋代の行政区画変遷 | 隋代の行政区画変遷          |
| 区分               | 開皇元年           | 開皇元年           | 開皇元年           | 開皇元年           | 区分               | 大業3年                     |
| ------------------ | ------------------ | ------------------ | ------------------ | ------------------ | ------------------ | --------------------------- |
| 州                 | 南汾州             | 南汾州             | 南汾州             | 汾州               | 郡                 | 文城郡                      |
| 郡                 | 定陽郡             | 伍城郡             | 中陽郡             | 竜泉郡             | 県                 | 吉昌県 文城県 伍城県 昌寧県 |
| 県                 | 定陽県 文城県      | 伍城県 平昌県      | 昌寧県             | 大寧県             | 県                 | 吉昌県 文城県 伍城県 昌寧県 |

## 唐代
618年（武徳元年）、唐により文城郡は汾州と改められた。622年（武徳5年）、汾州は南汾州と改称された。634年（貞観8年）、南汾州は慈州と改称された。742年（天宝元年）、慈州は文城郡と改称された。758年（乾元元年）、文城郡は慈州の称にもどされた。